# Президентские выборы в Финляндии (1968)
В 1968 году в Финляндии состоялись двухэтапные президентские выборы. 15 и 16 января общественность избрала президентских выборщиков в коллегию выборщиков. Они в свою очередь избрали президента. Результатом стала победа Урхо Кекконена, который победил в первом туре голосования. Явка на всенародное голосование составила 70,2%.
Два оппонента Кекконена, кандидат от правоцентристской Национальной коалиционной партии директор национального коммерческого банка Матти Вирккунен и лидер популистской финской сельской партии Вейкко Веннамо, критиковали его за слишком автократическое управление Финляндией.
Веннамо, в частности, обвинил Кекконена в проведении слишком зависимой и рабской внешней политики по отношению к Советскому Союзу. Поскольку почти тридцать процентов имеющих право голоса финских избирателей воздержались от голосования, было некоторое скрытое недовольство кандидатами в президенты или широким лидерством Кекконена над его двумя противниками. Примечательно, что национальные коалиции и сельские жители - обе оппозиционные партии в то время - получили явно более высокие проценты народного голосования, чем на парламентских выборах 1966 года в Финляндии. Это предвещало их главные успехи на парламентских выборах в Финляндии 1970 года. Хотя во время этой президентской кампании Кекконен обещал больше не баллотироваться в президенты, однако он продлил свой президентский срок в 1973 году и баллотировался почти без сопротивления в 1978 году.

## Результаты

### Всенародное голосование
| Партия                              | Партия                                         | Голосов   | %    | Мест |
| ----------------------------------- | ---------------------------------------------- | --------- | ---- | ---- |
| Избирательный союз Урхо Кекконена   | Партия центра                                  | 421,197   | 20.7 | 65   |
| Избирательный союз Урхо Кекконена   | Демократический союз народа Финляндии          | 345,609   | 17.0 | 56   |
| Избирательный союз Урхо Кекконена   | Социал-демократическая партия Финляндии        | 315,068   | 15.5 | 55   |
| Избирательный союз Урхо Кекконена   | Социал-демократический союз рабочих и крестьян | 46,833    | 2.3  | 6    |
| Избирательный союз Урхо Кекконена   | Шведская народная партия                       | 2,568     | 0.1  | 0    |
| Избирательный союз Урхо Кекконена   | независимый                                    | 21,425    | 1.1  | 1    |
| Избирательный союз Матти Вирккунена | Национальная коалиционная партия               | 432,014   | 21.2 | 58   |
| Избирательный союз Матти Вирккунена | независимый                                    | 6,787     | 0.3  | 2    |
| Избирательный союз Вейкко Веннамо   | Избирательный союз Вейкко Веннамо              | 231,282   | 11.3 | 33   |
| Избирательный союз SFP              | Сторонники Урхо Кекконена                      | 68,378    | 3.4  | 9    |
| Избирательный союз SFP              | Сторонники Матти Вирккунена                    | 43,892    | 2.2  | 6    |
| Избирательный союз SFP              | Сторонники Вейкко Веннамо                      | 677       | 0.0  | 0    |
| Избирательный союз LKP              | Избирательный союз LKP                         | 102,831   | 5.0  | 9    |
| Другие                              | Другие                                         | 31        | 0.0  | 0    |
| Недействительные/пустые бюллетени   | Недействительные/пустые бюллетени              | 10,410    | –    | –    |
| Всего                               | Всего                                          | 2,049,002 | 100  | 300  |
| Источник: Nohln & Stöver            |                                                |           |      |      |

### Коллегия выборщиков
| Кандидат                  | Партия                           | Голосов | %    |
| ------------------------- | -------------------------------- | ------- | ---- |
| Урхо Кекконен             | Партия центра                    | 201     | 67.0 |
| Матти Вирккунен           | Национальная коалиционная партия | 66      | 22.0 |
| Вейкко Веннамо            | Финская сельская партия          | 33      | 11.0 |
| Всего                     | Всего                            | 300     | 100  |
| Источник: Nohlen & Stöver |                                  |         |      |